# Charlie-27
Il capitano Charlie-27 è un personaggio immaginario dei fumetti della Marvel Comics . Il personaggio, di solito, appare nella linea temporale Terra-691 dell'Universo Marvel come un membro originale del 31º secolo della squadra dei Guardiani della Galassia.
Charlie-27 è apparso per la prima volta in Marvel Super-Heroes # 18 (ottobre 1968). Lo scrittore Dan Abnett lo ha descritto come "il cuore" dei Guardiani della Galassia.

## Biografia del personaggio

### Origini
Charlie-27 era un soldato e pilota della milizia spaziale, geneticamente modificato per vivere nella gravità di Giove, nato a Galileo City, Giove. In quanto tale, aveva undici volte la massa muscolare di un normale essere umano. È stato anche capitano della United Lands of Earth Space Militia.

### Guardiani della Galassia
Nel 3007 d.C., l'alieno Badoon invase il sistema solare, compiendo vari atti di genocidio. Charlie è stato l'unico sopravvissuto del suo mondo a causa di una missione spaziale a lungo termine. Unì le forze con Martinex, Yondu e Vance Astro per formare i Guardiani della Galassia, una banda di combattenti per la libertà.  Nel 3014 d.C., si alleò con la Cosa che viaggiava nel tempo, Capitan America e Sharon Carter per riconquistare New York City dalle forze di Badoon.  In seguito viaggiò nel tempo fino al XX secolo e incontrò i Difensori.  Ritornò nel 3015 d.C. con Starhawk e i Difensori per sconfiggere una forza d'invasione Badoon. 
Dopo la sconfitta finale dei Badoon, Charlie-27 si trovò incapace di adattarsi alla vita civile del dopoguerra. Partì dalla Terra per una missione spaziale con i suoi compagni di squadra e incontrò Nikki, che si unì ai Guardiani della Galassia.  Visitò poi il pianeta Asylum.  Charlie aiutò a sconfiggere l'Uomo Topografico ed era presente quando i Guardiani appresero come Silver Surfer respinse il tentativo originale di invasione della Terra da parte dei Badoon nel XX secolo.  Incontrò Aleta e apprese l'origine di Starhawk.  Combatté i Razziatori di Arturo.  Charlie scoprì poi la stazione spaziale Drydock, che i Guardiani usarono come base operativa per un certo periodo. 

### Viaggio nel tempo
Charlie in seguito si alleò con Thor che viaggiava nel tempo per combattere Korvac e i suoi Minions.  Con i Guardiani della Galassia, Charlie-27 viaggiò fino al presente, alla ricerca di Korvac.  Incontrò i Vendicatori e salvò la vita di un giovane Vance Astrovik.  Charlie aiutò i Vendicatori a combattere Korvac.  Partecipò a una riunione dei membri dei Vendicatori, ma finì per separarsi dai Vendicatori.  Charlie tentò di impedire l'incontro tra i sé di Vance Astro del 20° e 31° secolo, e combatté la Cosa per farlo.  Con i Guardiani, tornò poi nel XXXI secolo.

### Ritorno al 31° secolo
Charlie e i Guardiani andarono quindi alla ricerca dello scudo perduto di Capitan America. Ha combattuto contro Taserface e gli Stark.  Incontrò il Signore del Fuoco e sconfisse gli Stark.  Ha combattuto la squadra sovrumana nota come Force.  Incontrò la Malevolenza.  Ha localizzato Haven, una colonia perduta della Terra fondata da mutanti.  Combatté contro Rancor e i suoi luogotenenti. 
Charlie una volta ha avuto una relazione romantica con la collega Guardiana Nikki, ma i due l'hanno interrotta. Rimasero ancora amici. [ citazione necessaria ]
Anche se dal futuro, Charlie-27 è riuscito a essere coinvolto nella Guerra Infinity.  Lui e la sua squadra salvarono Avengers Mansion da un'invasione dei Signori del Male.  Poi entrambe le squadre si salvarono a vicenda da ondate di doppi malvagi basati sulle loro squadre. 
Rita DeMara una volta si è guadagnata la sua amicizia eseguendo un intervento chirurgico improvvisato con le sue punture su un enorme coagulo di sangue interno, salvandogli la vita. 
Come per il resto della squadra, l'ultima apparizione di Charlie fu su un pianeta misterioso poiché la squadra si era persa nello spazio e nel tempo. 

## Altri media
Charlie-27 è stato interpretato dall'attore Ving Rhames nei film del Marvel Cinematic Universe Guardiani della Galassia Vol. 2 (2017) e Guardiani della Galassia Vol. 3 (2023).